# European Monstour
European Monstour es un tour de la banda de hard rock Lordi, que comenzó el 23 de marzo de 2005 y terminó el 6 de noviembre del mismo año. La gira solo se realizó por Europa.
European Monstour
- 23 de marzo - LaScala, Londres, Reino Unido
- 11 de abril - Melkweg, Ámsterdam, Holanda
- 13 de abril - Le Trabendo, París, Francia
- 15 de abril - Copernico, Madrid, España
- 16 de abril - Razzmatazz, Barcelona, España
- 17 de abril - Rockstar, San Sebastián, España
- 19 de abril - Transilvania, Milán, Italia
- 20 de abril - Z7, Pratteln, Suiza
- 21 de abril - Z7, Pratteln, Suiza
- 22 de abril - Filharmonie, Filderstadt, Alemania
- 23 de abril - Stadthalle, Lichtenfels, Alemania
- 24 de abril - Turbinenhalle, Oberhausen, Alemania
- 26 de abril - Alter Spinnerei, Glauchau, Alemania
- 27 de abril - Marx, Hamburgo, Alemania
- 29 de abril - The Rock, Copenhague, Dinamarca
- 30 de abril - Scandinavium, Gotemburgo, Suecia
- 21 de mayo - RockKatti, Vuokatti, Finlandia
- 10 de junio - Download Festival, Donington, Reino Unido
- 9 de julio - Rovaniemi Rock Festival, Rovaniemi, Finlandia
- 16 de julio - Evolution Festival, Toscolano-Maderno, Italia
- 5 de noviembre - Club Tochka, Moscú, Rusia
- 6 de noviembre - Club Port, San Petersburgo, Rusia